# Jinh Yu Frey
Jinh Yu Frey (Arkansas, 20 maggio 1985) è un'artista marziale mista statunitense che gareggia nella categoria dei Pesi atomo (MMA).
È tuttora sotto contratto dell'Invicta FC.

## Formazione
Frey è nata in Arkansas ma è cresciuta in Texas.
Ha conseguito il diploma alla Palo Duro High School in 3 anni con un ottimo voto. Ha poi studiato Medicina nucleare presso Amarillo College. Successivamente è andata alla Midwestern State University per ottenere una laurea in Scienze radiologiche. Infine ha conseguito il Master all'Università del Texas ad Arlington nell'agosto 2015.
Suo padre, coreano, morì quando era giovane. Ha un fratello maggiore, due fratellastri più giovani e una sorellastra più giovane. È sposata con Douglas Frey.

## Carriera nelle arti marziali miste
Jinh Yu Frey ha acquisito notorietà quando ha sconfitto Darla Harris in un combattimento MMA.
Le precedenti vittorie di Frey sul circuitoMMA regionale hanno attirato l'attenzione di Invicta FC. La prima battaglia di Jinh Yu Frey è stata contro Jodie Esquibel che ha perso ai punti.
Nel secondo combattimento con l'organizzazione ha sconfitto la compagna Cassie Robb nella divisione peso atomo ha poi continuato sconfiggendo per decisione unanime Liz McCarthy e Hérica Tibúrcio, guadagnando il titolo  Invicta FC Atomweight Championship.
Frey il 23 settembre 2016 sfida Ayaka Hamasaki per il campionato pesi atomo all'Invicta FC 19: Maia vs. Modafferi ma perde l'incontro per interruzione medica nel secondo raund.
Dopo il fallito assalto al titolo, Frey affronta Ashley Cummins all'Invicta FC 24: Dudieva vs. Borella il 15 luglio 2017 dove vince il combattimento per decisione unanime.
Il 23 dicembre 2017 Frey sfida per il titolo Seo Hee Ham per il Campionato femminile Atomweight Road FC al  Road FC 045 XX perdendo per KO al primo round.
Per vincere il titolo deve aspettare fino al 21 luglio dell'anno successivo quando nell'incontro Invicta FC 30: Frey vs. Grusander vince per decisione unanime contro Minna Grusander. Il rematch svolto il 15 dicembre la conferma campionessa.
Dopo la rivincita con Grusander, il 2 giugno 2019 Frey perde la sfida contro Ayaka Hamasaki per il Rizin Super Atomweight Championship al Rizin 16: Kobe per decisione unanime.
Avrebbe dovuto difendere il suo titolo di capofila dell'Invicta FC 37 in una rivincita contro Ashley Cummins, ma non ha potuto gareggiare a causa di un infortunio. L'incontro è quindi riprogrammato all'Invicta FC 39: Frey vs Cummins II  ma Frey alla bilancia supera il peso della categoria di 350 grammi, perdendo di conseguenza  l' Invicta FC Atomweight Championship. L'incontro si svolge ugualmente il 7 febbraio 2020 anche se solo la Cummins può conquistare il titolo.
Líncontro finisce con la vincita di Frey per decisione unanime e il titolo rimane vacante.

### Risultati nelle arti marziali miste
| Risultato | Record | Avversario        | Metodo                           | Evento                                | Data              | Round | Tempo | Città                    | Note  |
| --------- | ------ | ----------------- | -------------------------------- | ------------------------------------- | ----------------- | ----- | ----- | ------------------------ | ----- |
| Vittoria  | 11-6   | Ashley Yoder      | Decisione (unanime)              | UFC on ESPN: Hall vs. Strickland      | 31 luglio 2021    | 3     | 5:00  | Las Vegas, Stati Uniti   |       |
| Vittoria  | 10-6   | Gloria de Paula   | Decisione (unanime)              | UFC Fight Night: Edwards vs. Muhammad | 13 marzo 2021     | 3     | 5:00  | Las Vegas, Stati Uniti   |       |
| Sconfitta | 9-6    | Konklak Suphisara | Decisione (unanime)              | UFC on ESPN: Holm vs. Aldana          | 4 ottobre 2020    | 3     | 5:00  | Abu Dhabi, Emirati Arabi |       |
| Sconfitta | 9-5    | Kay Hansen        | Sottomissione (armbar)           | UFC on ESPN: Poirier vs. Hooker       | 27 giugno 2020    | 3     | 2:26  | Las Vegas, Stati Uniti   |       |
| Vittoria  | 9-4    | Ashley Cummins    | Decisione (unanime)              | Invicta FC 39: Frey vs. Cummins II    | 7 febbraio 2020   | 5     | 5:00  | Kansas City, Stati Uniti | [ 8 ] |
| Sconfitta | 8-4    | Ayaka Hamasaki    | Decisione (unanime)              | Rizin 16: Kobe                        | 2 giugno 2019     | 3     | 5:00  | Kōbe, Giappone           |       |
| Vittoria  | 8-3    | Minna Grusander   | Decisione (split)                | Invicta FC 33: Frey vs. Grusander II  | 15 dicembre 2018  | 5     | 5:00  | Kansas City, Stati Uniti |       |
| Vittoria  | 7-3    | Minna Grusander   | Decisione (unanime)              | Invicta FC 30: Frey vs. Grusander     | 21 luglio 2018    | 5     | 5:00  | Kansas City, Stati Uniti | [ 9 ] |
| Sconfitta | 6-3    | Seo Hee Ham       | KO tecnico(pugni)                | Rizin 16: Kobe                        | 23 dicembre 2017  | 1     | 4:40  | Seul, Corea del Sud      |       |
| Vittoria  | 6-2    | Ashley Cummins    | Decisione (unanime)              | Invicta FC 24: Dudieva vs. Borella    | 23 settembre 2016 | 3     | 5:00  | Kansas City, Stati Uniti |       |
| Sconfitta | 5-2    | Ayaka Hamasaki    | KO tecnico(pugni)                | Invicta FC 19: Maia vs. Modafferi     | 23 settembre 2016 | 2     | 4:38  | Kansas City, Stati Uniti |       |
| Vittoria  | 5-1    | Hérica Tibúrcio   | Decisione (unanime)              | Invicta FC 16: Hamasaki vs. Brown     | 11 marzo 2016     | 3     | 5:00  | Las Vegas, Stati Uniti   |       |
| Vittoria  | 4-1    | Liz McCarthy      | Decisione (unanime)              | Invicta FC 14: Evinger vs. Kianzad    | 12 settembre 2015 | 3     | 5:00  | Kansas City, Stati Uniti |       |
| Vittoria  | 3-1    | Cassie Robb       | Sottomissione (rear-naked choke) | Invicta FC 10: Waterson vs. Tiburcio  | 5 dicembre 2014   | 1     | 2:36  | Davenport, Stati Uniti   |       |
| Sconfitta | 2-1    | Jodie Esquibel    | Decisione (split)                | Invicta FC 8: Waterson vs. Tamada     | 6 settembre 2014  | 3     | 5:00  | Kansas City, Stati Uniti |       |
| Vittoria  | 2-0    | Darla Harris      | KO (calci e pugni)               | SCS 18 - Declaration of Pain          | 27 luglio 2013    | 3     | 3:13  | Hinton, Stati Uniti      |       |
| Vittoria  | 1-0    | Meghan Wright     | Sottomissione(rear-naked choke)  | SCS 16 - Resolution                   | 6 aprile 2013     | 1     | 2:40  | Hinton, Stati Uniti      |       |